# Elimia vanuxemiana
†Elimia vanuxemiana là một loài ốc nước ngọt, là động vật thân mềm chân bụng có nắp trong họ Pleuroceridae. Đây là loài đặc hữu của Hoa Kỳ, đã tuyệt chủng.